# المكتبة العباسية
المكتبة العباسية أو مكتبة آل باش أعيان هي مكتبة أهلية وقفية عريقة في مدينة البصرة، أنشأها في القرن العاشر الهجري أشخاصٌ من أسرة باش أعيان العبّاسيين الذين سكنوا البصرة منذ عدة قرون، فيها ألف وخمسمئة عنوان مخطوط، وتسعة آلاف وخمسمئة عنوان مطبوع من الكتب النادرة المطبوعة في أول عهد الطباعة العربية والدوريات الصادرة قبل الحرب العالمية الأولى والرسائل العلمية في مختلف الفنون.

## وصلات خارجية
- سجل زيارات المكتبة العباسية
- قائمة المخطوطات في المكتبة